# Rhamphostomella plicata
Rhamphostomella plicata är en mossdjursart som först beskrevs av Smitt 1868.  Rhamphostomella plicata ingår i släktet Rhamphostomella och familjen Romancheinidae. Inga underarter finns listade i Catalogue of Life.